# 顔のない神々
『顔のない神々』（かおのないかみがみ）は、山田正紀が『野性時代』（角川書店）で1982年4月号から1983年3月号まで連載した日本の小説。
単行本は、加筆、訂正された上下巻がカドカワ・ノベルズより1985年発売。装画は毛利彰。
石油ショックによって経済が破綻、厳しい統制経済下で国民生活が圧迫され、全体主義が進行し、国土は公害に覆いつくされている、パラレルワールドの日本に展開されるSF幻代史。

## あらすじ
1971年、アフガニスタンで貧乏旅行をしていた日本人青年・工藤森夫と鴫原達郎は、帰国費用がなくなり途方にくれていたところ、病身の女性・相沢葉子からバーミアンに捨ててきた息子・淳一を連れて帰るように依頼される。乗り気ではなかったが、2人は高価な指輪を受けとったことから淳一を探しにいく。すぐに見つけられたその少年は、地元民から「魔王」と呼ばれ、恐れられていた。帰りの道中で地元民から襲撃され、森夫は負傷し、鴫原は2人を見捨てていった。その後、苦労して帰国し、相沢葉子が所属していた新宗教「ひかりのみち教団」に少年を送り届けるが、そこでも拒絶される。その頃、日本は我々が知る歴史と異なる道を進み、悪意の化身である政治家、海藤が野望を実現しつつあった。

## 登場人物
工藤森夫
大学生。
淳一

鴫原達郎

相沢葉子
ひかりのみち教団の元信者。
海藤
政治家。悪意の化身。

## 用語
ひかりのみち教団